# Arnold Boczek
Arnold Boczek,, właśc. Arnold Stanisław / Leoncjo Jan Boczek (ur. 8 marca 1958 lub 1964 w Pokuciu lub „we wsi” koło Elbląga) – postać fikcyjna, bohater komediowego serialu telewizyjnego Świat według Kiepskich. W postać tę wcielał się Dariusz Gnatowski.
Boczek był lokatorem kamienicy we Wrocławiu przy ul. Ćwiartki 3/5 lub 3/6. Mieszkał na trzecim piętrze, nad Paździochami, choć korzystał z toalety znajdującej się na drugim piętrze, ponieważ w tej na trzecim piętrze straszy, o czym przekonali się także Ferdek i Paździoch w odcinku 280. Wrota piekieł. Nie cieszył się sympatią sąsiadów (dawniej owszem) – często obiecuje, że jego noga więcej tu nie postanie, aż do śmierci – jednak zawsze zmienia zdanie. Najczęściej był przepędzany przez Ferdka Kiepskiego, który krzyczy na niego wypierdzielaj mnie stąd, grubasie jeden! lub paszoł won! Ferdynand wielokrotnie wyzywał Boczka, często nazywa go erosomanem, świnią, wszą nieludzką lub grubasem pornograficznym. Boczek, podobnie jak Marian Paździoch, kradł żarówki i papier toaletowy ze wspólnej toalety, ale nikt nie mógł się zorientować, że to on. W odcinku 244. Jak ten czas leci razem z Marianem Paździochem otworzyli kebab bar, który został zamknięty przez sanepid, po donosie Ferdka Kiepskiego.
Arnold pracował w rzeźni, gdzie był najszczuplejszym pracownikiem. Jego ulubionym zajęciem było kręcenie kichy. Lubił kaloryczne potrawy (w tym boczek), popijane wysokoprocentowym alkoholem. Jego ulubione zajęcie to oglądanie baletu mongolskiego w telewizji. Był ofiarą nierozsądnych pomysłów swoich sąsiadów (głównie Ferdka).
W odcinku 197. IQ dowiadujemy się, że współczynnik inteligencji Boczka jest podobny do świni (tak jak Ferdka i Paździocha), choć na początku przez błąd Komisji Edukacji wszyscy mieszkańcy kamienicy myśleli, że iloraz inteligencji Boczka wynosi 0 i jest równy rozumowi głowonoga.
Rodzina Arnolda składa się z matki (Barbara lub Celina), ojca (Wiesław lub Stanisław), braci (Pawełka i Zenona) oraz sióstr (Wioletki i jednej nieznanej z imienia), którzy, tak jak on, również są otyli. Miał również szwagra, który pracuje na budowie. Jego babcia miała na imię Genowefa. Dziadek Arnolda Boczka służył w Wehrmachcie.
Boczek cierpiał na abulię i zespół Delbrücka, pod którego wpływem m.in. twierdził, że urodził się i mieszkał we Włoszech w Weronie.
Gdy Arnold Boczek chodził do szkoły podstawowej, podkochiwał się w Halinie, która ciągle mu się podobała.
Bardzo bał się ZOMO, jednak gdy w odcinku 91. Wór świętego Mikołaja razem z Paździochem niechcący wypuścili komunę z worka, to pomógł Kiepskim i św. Mikołajowi obalić system po raz drugi.
Boczek posiadał kota o imieniu Puszek, któremu chętnie przynosi z rzeźni różne podroby i, jak twierdzi, wszystkim się z nim podzieli. Kot Puszek wystąpił w trzech odcinkach i jest najdłużej grającym zwierzakiem w serialu. W odcinku pt. Glonojad został on pożyczony przez Ferdka, żeby zjadł rybkę Haliny – Welonkę. Ferdynand zwabił kota do domu za pomocą kiełbasy. Po wykonanym zadaniu zrozpaczona Halina przyrzekła, że znajdzie i ukarze zarówno Puszka, jak i Arnolda Boczka.
Arnold Boczek bał się psów. W odcinku 238. Lista Mariana przestraszył się, kiedy usłyszał szczekanie z mieszkania Mariana Paździocha. W odcinku 449. Brutal Marian kupił dużego psa rasy owczarek belgijski, by ten pilnował toalety przed niechcianymi gośćmi – a głównie przed Boczkiem. Gdy ten chciał skorzystać z toalety, pies zaszczekał i przepędził Arnolda. W odcinku 248. Ogór Boczek za namową sąsiadów Ferdka i Paździocha miał zdobyć ogórki z działek im. Wyzwolenia, należące do zamieszkujących je emerytów. Boczek początkowo nie chciał wykonać zadania, bo bał się złego psa, pilnującego działek, jednak ostatecznie udało mu się zdobyć ogórki. W odc. 304 Piwniczka Arnold podsłuchiwał rozmowę Paździocha i Ferdka dochodzącą z krypty, wykupionej przez Mariana Paździocha w celu ukrywania się przed Heleną. Boczek uciekł, gdy został poszczuty psem przez strażnika.
W odcinku Tajemnica Arnolda Boczka zostało wspomniane, że Boczek wyprowadził się z Polski, na azjatycką wyspę Borneo (zostało to spowodowane śmiercią aktora Dariusza Gnatowskiego, który odgrywał jego rolę).
Po śmierci Dariusza Gnatowskiego postać Arnolda Boczka została zrekonstruowana w odcinku 589 Wieczna kwarantanna przy użyciu technologii deepfake, z udziałem dublera Michała Pietrzaka i podkładającego głos Artura Kujawy.